# Christoph Finolt

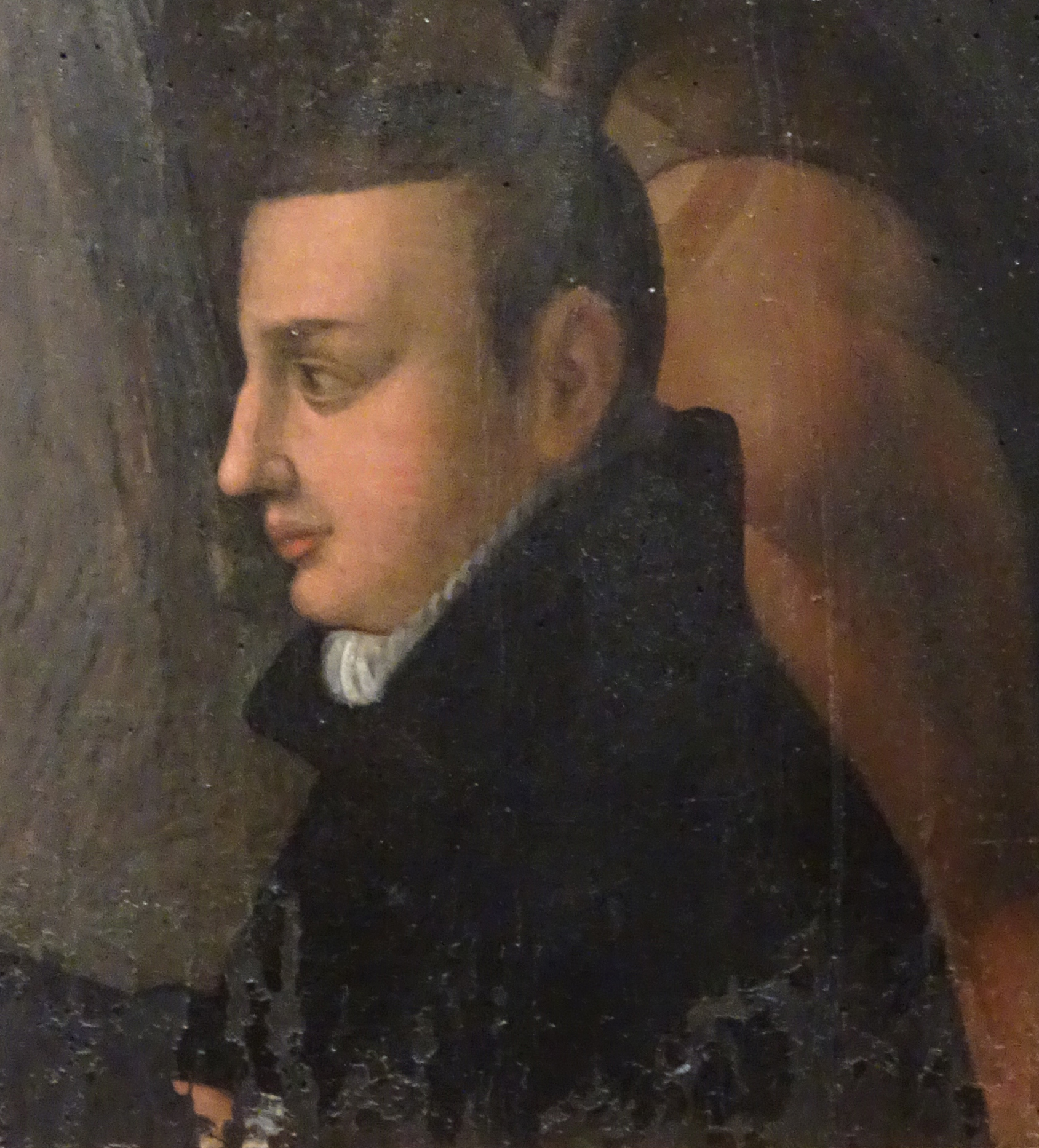
Ausschnitt des Epitaphs von Christoph Finolt, der ihn wahrscheinlich zeigt

Christoph Finolt (* unbekannt; † 20. August 1582 in Leipzig) entstammte einer Nürnberger Händlerfamilie. Sein Bruder Andreas errichtete ihm zu Ehren ein Epitaph, das in der Universitätskirche St. Pauli zu Leipzig zu sehen ist.

## Familie
Seit 1557 ist das Nürnberger Handelshaus Finolt in Leipzig nachweisbar. Um 1572 hatte der aus Nürnberg stammende Kaufmann Joachim Finolt zusätzlich die Leipziger Handelshäuser von Hieronymus Lotter übernommen. Er handelte damit sowohl mit Tuchen und Wollwaren als auch mit Gewürzen und Arzneimitteln und genoss ein hohes Ansehen in der Leipziger Bürgerschaft sowie der Universität. In der Leipziger Kaufmannschaft war diese Konkurrenz nicht gern gesehen und erst im Jahr 1585 wurde die Familie Finolt auf Befehl von Kurfürst August in die Leipziger Kramerinnung aufgenommen.
Im Jahr 1582 übergab er die Leipziger Niederlassung seines Handelshauses an seine Söhne Christoph und Andreas Finolt. Doch schon am 20. August 1582 verstarb ersterer. Sowohl der Streit mit der Leipziger Kaufmannschaft, als auch das Ansehen in der Leipziger Universität können Ursache dafür sein, dass die Beisetzung nicht in der Nikolaikirche, sondern in der Universitätskirche St. Pauli zu Leipzig erfolgte.

## Epitaph

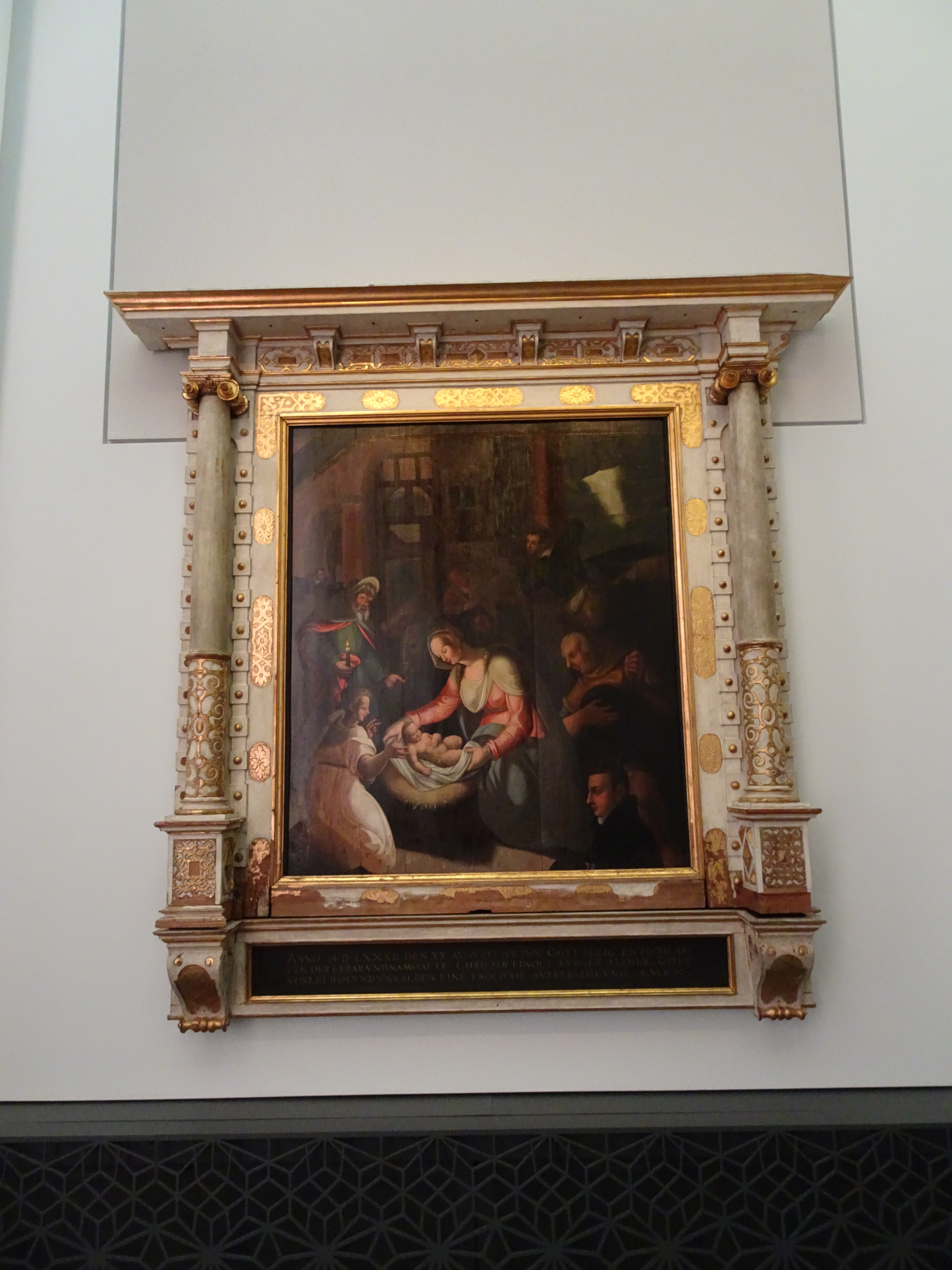
Epitaph für Christoph Finolt

Das im Stil der italienischen Renaissance geschaffene Epitaph besteht aus einer Ädikula-Rahmung in Weiß und Gold, einem Gemälde und einer Schrifttafel als unteren Abschluss. Die Gemäldetafel in der Mitte zeigt die Anbetung des Jesuskindes durch die Hirten nach dem Lukasevangelium (Lk 2,8–20 ). Auffallend sind dabei zwei Porträts, die in zeitgenössischer Kleidung im Stil des damals regierenden spanischen Königs Philipp II. eingefügt sind. Dies sind zum einen im Bildhintergrund der Maler des Bildes, der sich mit Malstock und Farbpalette dargestellt hat sowie die Person im Vordergrund, bei der man den Verstorbenen vermutet.